# Heliga Kosmas och Damianus kyrka
Heliga Kosmas och Damianus kyrka (serbisk kyrilliska: Црква Светих Кузмана и Дамјана; latinska: Crkva Svetih Kuzmana i Damjana) är en serbisk-ortodox kyrkobyggnad belägen i byn Neštin, i staden Bačka Palanka i regionen Bačka i provinsen Vojvodina, i norra Serbien.
Kyrkan är helgad åt Sankt Kosmas och Damianus och tillhör det serbisk-ortodoxa stiftet Srems stift.

## Historik
Heliga Kosmas och Damianus kyrka i Neštin byggdes år 1773.

## Inventarier
- Ikonostasen ristades 1772 av Marko Gavrilović och hans son, Arsenije Marković. Den målades 1773 av samma personer.[1]

## Bilder

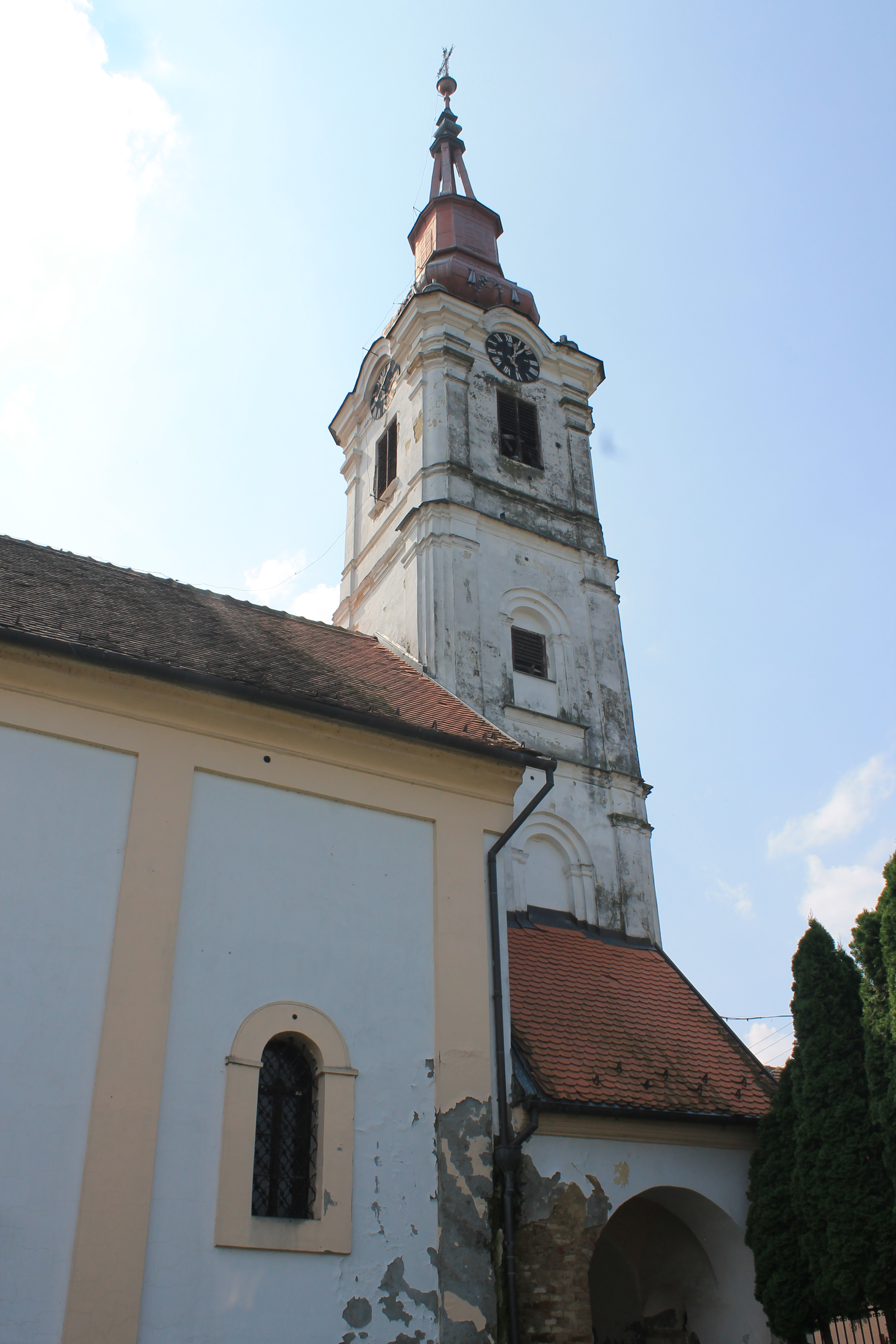
Närbild på klocktornet.
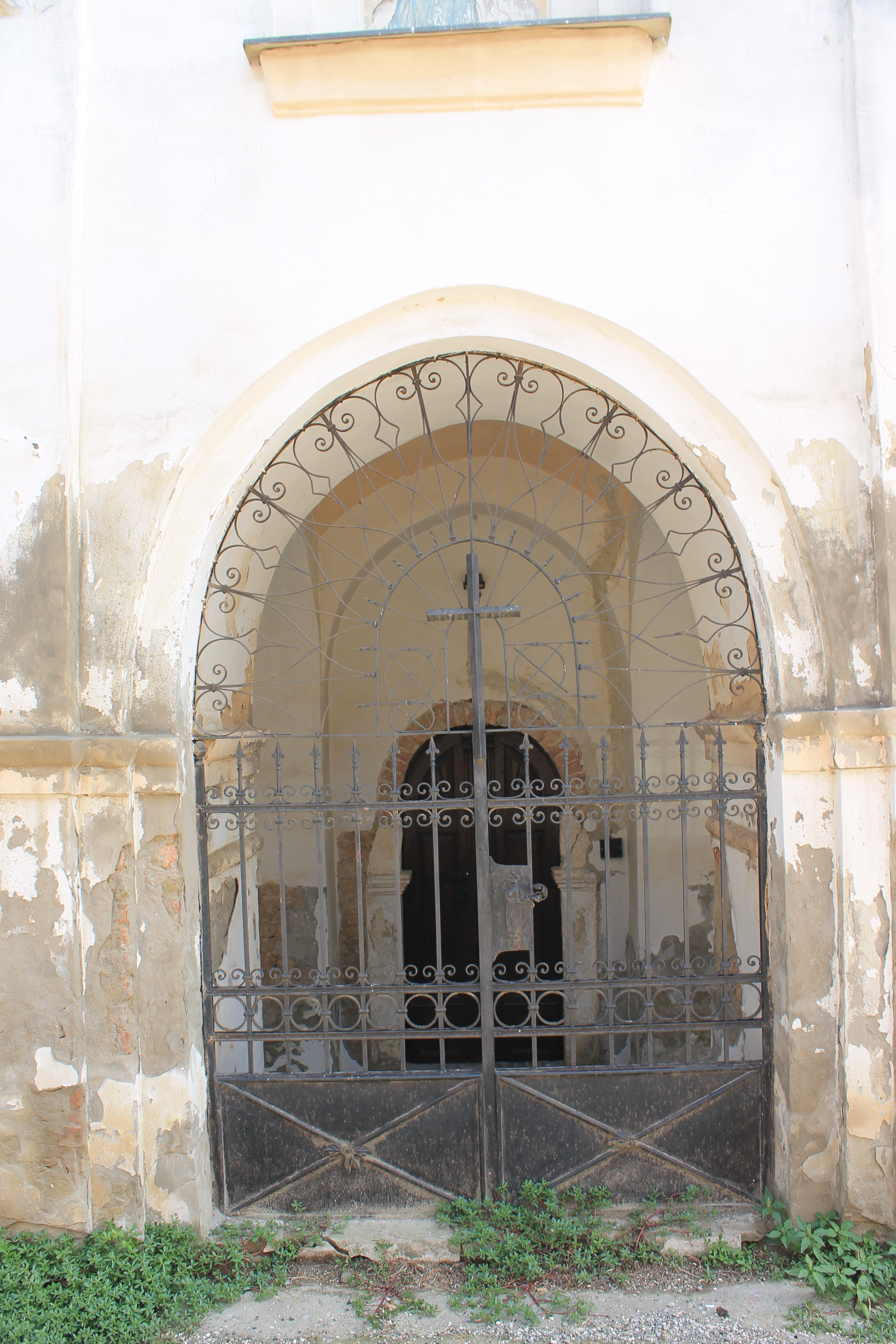
Entrén.